# Oxytropis scabrida
Oxytropis scabrida är en ärtväxtart som beskrevs av Nikolai Fedorovich Gontscharow. Oxytropis scabrida ingår i släktet klovedlar, och familjen ärtväxter. Inga underarter finns listade i Catalogue of Life.